# Pseudoheptaulacus iniquus
Pseudoheptaulacus iniquus är en skalbaggsart som beskrevs av Schmidt 1909. Pseudoheptaulacus iniquus ingår i släktet Pseudoheptaulacus och familjen Aphodiidae. Inga underarter finns listade i Catalogue of Life.